# Joe Carter (Musiker)
Joseph J. „Joe“ Carter (* 6. November 1927 in Midland, Georgia; † 15. Juni 2001 in Chicago) war ein US-amerikanischer Blues-Gitarrist und Sänger in der Chicago-Blues-Szene.
Joe Carter hatte als Jugendlicher Gitarrenunterricht bei Lee Willis in Georgia; 1952 zog er nach Chicago, wo er Muddy Waters kennenlernte. Er gründete dort seine erste Band mit Big Smokey Smothers an der Gitarre und Lester Davenport an der Mundharmonika, obwohl mit dieser Formation keine Aufnahmen entstanden. Er bekam einen Plattenkontrakt von Cobra Records angeboten, lehnte aber ab, weil er es vorzog, von Clubauftritten zu leben. In den 1950er Jahren trat er regelmäßig im 708 Club auf, einer der damals bekanntesten Bluesclubs an Chicagos South Side, wo er als Joe „Elmore James, Jr.“ Carter bezeichnet wurde, da er Elmore James’ Slide-Gitarrenstil perfekt beherrschte. Lange Jahre arbeitete Carter außerhalb der Musikszene als Packarbeiter; erst 1976 entstand ein erstes Album, das er für Barrelhouse Records aufnahm. Ende der 1980er Jahre trat er gelegentlich in Lilly’s Nachtclub an Chicagos North Side auf, begleitet von der Band The Ice Cream Men. Eine Krebserkrankung beendete Anfang der 1990er Jahre seine Karriere.

## Diskographische Hinweise
- Mean & Evil Blues (Barrelhouse Records, 1978)
- Original Chicago Blues (JSP Records, 1982)